# São Julião de Montenegro
São Julião de Montenegro era una freguesia portuguesa del municipio de Chaves, distrito de Vila Real.

## Geografía
Situada a 11 km al sureste de Chaves, limitando ya con el concelho de Valpaços, São Julião ocupa un territorio montañoso, a una altitud siempre superior a los 770 m s. n. m.

## Organización territorial
Estaba formado por los tres núcleos de población de São Julião, Limãos y Mosteiró de Baixo .

## Historia
Perteneciente en el pasado a la Orden de Cristo, en el patrimonio histórico-artístico de São Julião destacan el crucero y la iglesia parroquial, de trazas románicas alteradas por reformas posteriores y con pinturas murales en el interior. Durante unas obras de restauración en la iglesia se descubrieron debajo del altar tres piedras miliares procedentes de la calzada romana conocida como Via XVII, que iba de Bracara Augusta (Braga) a Asturica Augusta (Astorga), pasando por Aquae Flaviae (Chaves). Dos de estos miliarios presentan inscripciones que las atribuyen a los tiempos de Macrino (217-218) y de Decio (249-251), respectivamente.
Fue suprimida el 28 de enero de 2013, en aplicación de una resolución de la Asamblea de la República portuguesa promulgada el 16 de enero de 2013 al unirse con las freguesias de Cela y Eiras, formando la nueva freguesia de Eiras, São Julião de Montenegro e Cela.

## Economía
Abandonada la mina de estaño que tuvo una importante actividad durante los años de la Segunda Guerra Mundial, su economía se limita a la agricultura a pequeña escala, con producciones de centeno, trigo, maíz, patata y castaña.